# British School of Archaeology in Egypt
La British School of Archaeology in Egypt (BSAE, littéralement : École britannique d'Archéologie en Égypte) a été fondée en 1905 par le professeur Sir William Matthew Flinders Petrie à Londres.

## Création
Dès 1895, Petrie envisageait de créer cette institution. Il cherchait à financer ses fouilles archéologiques en Égypte et en vint à la conclusion que la création d'un organisme qui s'en occuperait lui faciliterait la tâche. Entre les années 1880 - 1886 et à nouveau entre les années 1896 - 1905, les travaux de Petrie ont été financés par la Société d'exploration de l'Égypte (Egypt Exploration Society, EES). Au cours des années 1897-1902, Petrie s'est appuyé sur de riches sponsors pour augmenter les budgets qui lui étaient consentis. Lors d'une conférence donnée à l'University College de Londres, il a annoncé qu'il prenait ses distances d'avec l’Egypt Exploration Fund et qu'il fondait la British School of Archaeology in Egypt. L'archéologue Ernest Arthur Gardner et le linguiste et assyrologue Archibald Henry Sayce l'ont rejoint. Petrie a démarché des personnes influentes et a réussi à rassembler 44 membres pour le comité de son école. Il en a été nommé directeur, et sa femme secrétaire. 
L'ouverture officielle de l'école eut lieu en juin 1905. Dès la création de l'institution, toutes les fouilles de Petrie ont été financées par la British School of Archaeology in Egypt.

## Déclin
Après la mort de Petrie à Jérusalem en 1942, sa femme Hilda voulut continuer de diriger l'école. Mais la situation après la Seconde guerre mondiale à Londres ne le permettait pas. L'école ferma officiellement en 1954.